# Stupava (Slovacchia)
Stupava (in ungherese Stomfa, in tedesco Stampfen) è una città della Slovacchia facente parte del distretto di Malacky, nella regione di Bratislava.
Ha dato i natali al ceramista Ferdiš Kostka, che seppe elevare ad arte la locale produzione artigianale di ceramica, e allo scultore Jozef Kostka, suo nipote.